# Mesvres
 Mesvres  es una población y comuna francesa, en la región de Borgoña, departamento de Saona y Loira, en el distrito de Autun. Es el chef-lieu del cantón de Mesvres.

## Demografía
| 949 | 854 | 930 | 890 | 836 | 840 |
| Para los censos de 1962 a 1999 la población legal corresponde a la población sin duplicidades (Fuente: INSEE [Consultar]) |     |     |     |     |     |